# Onosma pulmonarioides
Onosma pulmonarioides är en strävbladig växtart som beskrevs av Pierre Edmond Boissier och Bal. Onosma pulmonarioides ingår i släktet Onosma och familjen strävbladiga växter. Inga underarter finns listade i Catalogue of Life.